# Stazione di Villa San Michele
Stazione di Villa San Michele vasútállomás Olaszországban, Molise régióban, Vastogirardi településen.

## Vasútvonalak
Az állomást az alábbi vasútvonalak érintik:
- Sulmona–Carpinone-vasútvonal

## Kapcsolódó állomások
A vasútállomáshoz az alábbi állomások vannak a legközelebb: 
- Stazione di Vastogirardi
- Stazione di San Pietro Avellana-Capracotta